# Карпенко Григорій Данилович
Карпенко Григорій Данилович (1820, Красне, Васильківський повіт, Київська губернія, Російська імперія —1869) — український письменник, драматург, актор.

## Життєпис
Народився 1820 р. у селі Красне Васильківського повіту Київської губернії.
Народився 1820 року в селі Красна Васильківського повіту Київської губернії. Писав російською та українською мовами. Брат актора та композитора С. Д. Карпенка. У ранньому дитинстві став горбанем. Закінчив Єлизаветградське повітове училище, продовжити навчання не зміг через параліч ніг. Твори Карпенка друкувались у збірниках, які видавав він сам або брат, а також увійшли до їхнього спільного видання: Карпенко Г. та С. «Сочинения» (кн. 1-4, СПб., 1860). Перша публікація — повість українською мовою «Дмитро Войнаровський» (1845). 1847 року переселився з Києва до Петербурга. 1848 року на станції поблизу Петербурга, під час випадкової зустрічі з царем (залізнична аварія), підніс йому свої твори, був запрошений до палацу і надалі мав найвище заступництво: отримував щорічну пенсію 100 рублів сріблом, на видання братів Карпенків підписувалися імператор та його родина, гвардія тощо.
1854 року Карпенко як повірений відстоював (за солідну винагороду) земельні права державних селян Тамбовської губернії від сусідніх поміщиків. З місцевою владою поводився зухвало, представлявся «пансіонером Його Величності», стверджуючи, що «особисто відомий у палаці і що товариш міністра державного майна йому рідний дядько» (рос. лично известен во дворце и что товарищ министра государственных имуществ ему родной дядя). Був заарештований, сидячи в острозі (1856) доніс про підготовку замаху на царя, що виявилося хибним. Засуджений до річного ув'язнення (1857) за «збудження державних селян до протидії поліцейській владі». Помилований Сенатом за коронаційним маніфестом (1859). 1861 року військовий генерал-губернатор намагався вислати Карпенка з Петербурга за присвоєння чужих грошей і сутяжництво, однак через численні прохання Карпенка в Третій відділ і цареві не зміг зробити цього, і вислано його на батьківщину було лише 1863 року, після особистої вказівки царя. Оселився у Василькові, де писав «ябедні прохання, витягуючи з цього свої вигоди та збуджуючи селян до безпідставних позовів» (рос. ябедные прошения, извлекая из этого свои выгоды и возбуждая крестьян к неосновательным искам) і знову потрапив до в'язниці. 1869 року, після звільнення з Київського тюремного замку, залишений під поліційним наглядом із забороною виїзду з Києва.
Разом з братом автор водевілю «Сватання на вечорницях», екранізованого 1911 року.
Помер 1869 року.